# Hryggjarstykki
«Hryggjarstykki» («Хрюггьярстюкки»; возможно, переводится как «спинной хребет») — не дошедшая до нас королевская сага, написанная в середине XII века на древнеисландском языке. Сага, предположительно, описывала современные ей события из истории Норвегии. Её автором был исландец Эйрик Оддсон, о котором нам мало что известно. В отличие от других королевских саг Hryggjarstykki была составлена преимущественно в прозе, хотя и содержала ряд скальдических стансов.
Ранее предполагалось, что Hryggjarstykki охватывала значительный период XII века, начиная повествование с 1130-х и заканчивая периодом 1160-70-х годов. Однако более точный анализ указывает на то, что сага охватывала период 1136—1139, и следовательно была составлена приблизительно в 1150 году, что делает её самой древней из известных нам саг.

## Содержание
Хотя сам текст саги не дошёл до нас, она известна нам благодаря ссылкам на неё других авторов саг. Так, например, её упоминает Снорри Стурлусон в своем «Круге земном», хотя и преувеличивая достоверность Hryggjarstykki:
Эйрик написал книгу под названием Hryggjarstykki. В этой книге нам рассказывают о Харальде Гилли и его двух сыновьях; а также Магнусе Слепом и Сигурде Слембидьяконе, вплоть до их смерти. Эйрик был человек сведущим и долго прожил в Норвегии к тому времени. Кое-что он написал со слов Хакуна Брюхо, оседлого человека при сыновьях Харальда. Хакон участвовал во всех тех битвах и советах. Эйрик также поминает других мужей, кто рассказывал ему о тех событиях, все люди сведущие и надёжные. Они были рядом, так что слышали и видели, что происходит. А кое-что он записал из того, что сам слышал или видел.
.
В том же духе о Hryggjarstykki отзывается и автор «Гнилой кожи». Вероятно автор «Красивой кожи» также использовал Hryggjarstykki в качестве источника, хотя и не упоминает о нём прямо. Предполагается, что «Красивая кожа», «Гнилая кожа» и «Круг земной» использовали разные версии работы Эйрика.